# 영광중앙초등학교
영광중앙초등학교는 대한민국 전라남도 영광군에 있는 공립 초등학교이다.

## 학교 연혁
- 1964. 03. 10 영광남국민학교로 개교
- 1996. 03. 01 영광중앙초등학교로 개칭
- 2013. 03. 01 월송분교장 및 병설유치원 편입
- 2013. 09. 01 제13대 오춘선 교장 부임
- 2015. 02. 13 제47회 졸업(누계 9,862명)

## 참고 자료
- 영광중앙초등학교 - 한국교육학술정보원 학교알리미